# الناحية المركزية (مقاطعة تشابهار)
الناحية المركزية لمقاطعة تشابهار (بالفارسية: بخش مرکزی شهرستان چابهار) هي ناحية في مقاطعة تشابهار، محافظة سيستان وبلوشستان، إيران. في تعداد عام 2006، كان عدد سكانها 113,154 نسمة في 21,920 عائلة. فيها مدينة واحدة هي: تشابهار، وقسمان ريفيان هما: قسم كمبل سليمان الريفي وقسم بيرسهراب الريفي.